# 葛上郡
葛上郡为奈良縣過去轄下的一個郡，已於1897年4月1日與忍海郡合併為南葛城郡。
在1880年實施郡區町村編制法時的轄區包括現在的御所市的大部分區域。

## 歷史
在令制國時代屬於大和國，過去和葛下郡一同被稱為葛城。10世紀時依據和名類聚抄，其下設有日置鄉、高宮鄉、牟婁鄉、桑原鄉、上鳥鄉、下鳥鄉、太坂鄉、楢原鄉、神戶鄉、余戶鄉。
江戶時代大部分區域多為幕府的領地，另有小部分區域屬於櫛羅藩或高取藩的領地。
19世紀明治維新後，原屬奈良奉行管轄的幕府直屬領改隸屬新政府設立的奈良縣，其他區域在1871年實施廢藩置縣後分別隸屬櫛羅縣、高取縣，但在同一年的府縣整併中，全數被併入奈良縣；1876年的第二次府縣整併中，奈良縣遭到廢除，改隸屬堺縣管轄，不過到了1881年又因堺縣被廢除改隸屬大阪府，直到1887年重新設立了奈良縣，才恢復隸屬奈良縣轄下。
在1880年實施郡區町村編制法時，正式的設置了近代的行政區劃「葛上郡」，並在御所町（位於現在的御所市）設置「御所郡役所」，由於郡役所同時也負責管轄周邊的葛上郡、高市郡和忍海郡，因此後來又改稱為「高市葛上葛下忍海郡役所」。

### 沿革

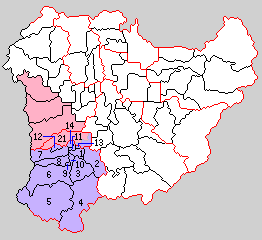
1889年葛上郡轄下的行政區劃：
1.御所町、2.掖上村、3.秋津村、4.葛村、5.葛城村、6.吐田鄉村、7.櫛羅村、8.楢原村、9.鎌田村、10.三室村、11.東松本村、12.小林村、13.竹田村、14.西松本村
（紫色：現屬御所市、紅色：現屬葛城市、21屬忍海郡）

- 1889年4月1日：實施町村制，葛上郡下設：御所町（日语：御所町_(奈良県)）、掖上村（日语：掖上村）、秋津村（日语：秋津村 (奈良県)）、葛村（日语：葛村）、葛城村（日语：葛城村 (奈良県)）、吐田鄉村（日语：吐田郷村）、櫛羅村（日语：櫛羅）、楢原村（日语：楢原 (御所市)）、鎌田村（日语：鎌田村 (奈良県)）、三室村（日语：三室 (御所市)）、東松本村（日语：東松本 (御所市)）、小林村（日语：小林 (御所市)）、竹田村（日语：竹田 (御所市)）、西松本村（日语：西松本村）。（1町13村）
- 1897年4月1日：實施郡制（日语：郡制），同時與忍海郡合併為南葛城郡。